# Wessington Springs (Dakota Południowa)
Wessington Springs – miasto w Stanach Zjednoczonych, w stanie Dakota Południowa, siedziba administracyjna hrabstwa Jerauld.